# الكوله الغبراء (القفر)

تعديل مصدري - تعديل

الكوله الغبراء محلة تابعة لقرية المظل، التابعة لعزلة بني مبارز بمديرية القفر إحدى مديريات محافظة إب في الجمهورية اليمنية، بلغ تعداد سكانها 39 حسب تعداد اليمن لعام 2004.